# Clyde FC
Clyde Football Club je skotský fotbalový klub se sídlem v Cumbernauldu. Klub vznikl v roce 1877 u řeky Clyde v Glasgow. Od roku 1994 tým hraje na Broadwood Stadium v Cumbernauldu. V letech 1898–1986 hrál tým na Shawfield Stadium v Rutherglenu. Jejich největším úspěchem bylo vítězství ve skotském poháru: 1939, 1955 a 1958. Od roku 1975 nehráli v nejvyšší divizi skotského fotbalu.

## Úspěchy
- Skotský pohár: 1938–39, 1954–55, 1957–58
- 3. místo ve skotské lize: 1908–09, 1911–12, 1966–67